# 阿里·里薩埃芬迪
阿里·里薩·埃芬迪（鄂圖曼土耳其語：‎；1839年—1888年），他是土耳其共和國國父凱末爾的父親。
他生於現在希腊马其顿的塞萨洛尼基，是一個小公務員(海關官員)，死於1888年。他的出身有兩種說法，一般說是阿爾巴尼亞人，另一說法是出自瑟凱地區的尤魯克。
在伊斯坦堡Gaziosmanpaşa村中家族的故居，則成為了紀念館。